# Harry Potter i zatočenik Azkabana (2004.)
Harry Potter i zatočenik Azkabana (eng. Harry Potter and the Prisoner of Azkaban) je fantasy film iz 2004. godine, koji je režirao Alfonso Cuarón, a distribuirao Warner Bros. Pictures. Temelji se na istoimenom romanu britanske spisateljice J. K. Rowling iz 1999. godine. Film je treći prilog u seriji Harry Potter, te ga je napisao Steve Kloves, a producirali su ga Chris Columbus, David Heyman i Mark Radcliffe. 
U filmu se ponovno pojavljuju Daniel Radcliffe kao Harry Potter, s Rupertom Grintom kao Ron Weasley i Emmom Watson kao Hermiona Granger. Priča prati treću godinu Harryja Pottera u Hogwartsu nakon što je obaviješten da je zatvorenik po imenu Sirius Black pobjegao iz Azkabana s namjerom da ga ubije. To je nastavak Harry Potter i Odaja tajni (2002), a slijede ga Harry Potter i Plameni pehar (2005).
Film je objavljen 31. svibnja 2004. u Velikoj Britaniji, a 4. lipnja 2004. u Sjevernoj Americi, te je kao prvi film o Harryju Potteru koristio IMAX tehnologiju i objavljen u IMAX kinima. Zatočenik Azkabana prikupio je ukupno 796,7 milijuna dolara širom svijeta, što ga čini drugim filmom najviše zarade 2004. godine, te je dobio pohvale za Cuarónovu režiju i glumu vodećih glumaca. Film je nominiran za dvije nagrade Oscara, za najbolju originalnu glazbu i za najbolje vizualne efekte na 77. dodjeli nagrada Akademije 2004. Obilježio je značajnu promjenu u tonu i režiji serijala, a mnogi kritičari i obožavatelji ga smatraju jednim od najboljih filmova o Harryju Potteru. 

## Radnja
Harry Potter provodi još jedno nezadovoljno ljeto s Dursleyima. Kada teta Marge Dursley kod posjeta vrijeđa njegove roditelje on konačno gubi strpljenje i slučajno je napuše poput balona te ona odleti. Bijesan, Harry pakira svoje stvari i potom svojom prtljagom pobjegne od Dursleya. Knight Bus stiže i odvodi Harryja do Šupljeg kotlića (Leaky Caledron), gdje mu ministar magije Cornelius Fudge oprosti korištenja magije izvan Hogwartsa. Nakon što se ponovno ujedinio sa svojim najboljim prijateljima Ronom Weasleyjem i Hermionom Granger, Harry saznaje da je Sirius Black, osuđeni sljedbenik mračnog čarobnjaka Lorda Voldemorta, pobjegao iz zatvora Azkaban i namjerava ga ubiti.  
Trio se vraća u Hogwarts za školsku godinu na Hogwarts Expressu, no odjednom se dementori ukrcaju u vlak, tražeći Siriusa. Jedan ulazi u odjeljak tria, te Harry gubi svijest, ali novi učitelj Obrane od mračnih sila, profesor Lupin, odbija dementor čarolijom Patronusa. U Hogwartsu, ravnatelj Albus Dumbledore najavljuje da će dementori čuvati školu dok je Sirius na slobodi. Rubeus Hagrid, dosada čuvar ključeva Hogwartsa, najavljen je za novog učitelja Skrbi o čarobnim stvorenjima; no njegov prvi sat polazi po zlu kada Draco Malfoy namjerno provocira hipogrifa Kljunoslava (Buckbeak), koji ga napada. Draco pretjeruje o svojoj ozljedi, te njegov otac Lucius Malfoy kasnije osuđuje hipogrifa na smrt. 
Portret Debele dame, koji čuva prostorije Gryffindora, nalazi se uništen i prazan. Užasnuta i skrivena u drugoj slici, ona govori Dumbledoreu da je Sirius ušao u dvorac. Tijekom utakmice u metloboju (Quidditch) protiv Hufflepuffa, dementori napadaju Harryja, zbog čega pada s metle. U Hogsmeadeu, Harry je šokiran kad saznaje da Sirius nije samo bio najbolji prijatelj njegovog oca i očito ih izdao Voldemortu, već je i Harryjev krsni kum. Lupin privatno uči Harryja da se brani od dementora, koristeći čaroljiu Patronusa. 
Nakon što su Harry, Ron i Hermiona svjedočili Kljunoslavovom pogubljenju, Ronov kućni štakor Šugonja (Scabbers) ga ugrize i bježi. Kada Ron krene u potjeru, pojavi se veliki pas i odvuče Rona i Šugonju u rupu u bazi Prijeteče vrbe (Whomping Willow). To vodi trojicu do podzemnog prolaza u Vrištavu dašćaru (Shriking Shack), gdje otkrivaju da je pas zapravo Sirius, koji je animagus. Lupin stiže i zagrli Siriusa kao starog prijatelja, te priznaje da je vukodlak i objašnjava da je Sirius nevin. Sirius je lažno optuživan za izdaju Pottera Voldemortu, kao i za ubojstvo dvanaest bezjaka i njihovog zajedničkog prijatelja Peter Pettigrewa. Otkriva se da je Šugonja zapravo Pettigrew, animagus koji je izdao Pottere i počinio ubojstva. 
Severus Snape stiže uhititi Blacka, ali Harry ga onesvijesti čarolijom Expelliarmusa. Nakon što su Pettigrewa prisilili u ljudski oblik, Lupin i Sirius pripremaju se da ga ubiju, ali Harry ih uvjeri da Pettigrewa radje prepuste dementorima. 
Kako grupa odlazi, puni se mjesec diže i Lupin se pretvara u vukodlaka, te se Sirius transformira u svoj pesji oblik kako bi se borio protiv njega. Usred kaosa, Pettigrew se pretvara natrag u štakora i bježi. Harryja i Siriusa napadaju dementori, a Harry vidi lik u daljini kako ih spašava bacajući snažnu čaroliju Patronusa. Vjeruje da je tajanstveni lik njegov pokojni otac prije nego što se onesvijesti. Kasnije se budi saznajući da je Sirius zarobljen i osuđen na Dementorski poljubac. 
Djelujući na Dumbledoreov savjet, Harry i Hermiona putuju natrag u vrijeme s Hermioninim Vremokretom, i promatraju sebe i Rona kako ponavljaju noćne događaje. Oni spašavaju Kljunoslava od pogubljenja i svjedoče kako su dementori nadvladali Harryja i Siriusa. Sadašnji Harry shvaća da je zapravo on taj koji je zavao Patrona, i to čini opet. Harry i Hermiona spašavaju Siriusa, koji bježi s Kljunoslavom. Izložen kao vukodlak, Lupin daje ostavku od nastave kako bi spriječio uznemiravanje roditelja. Vraća Harryju mapu za haranje. Sirius šalje Harryju novu metlu, te se ovaj s njom sretno uputi za let.  

## Glumačka postava
- Daniel Radcliffe kao Harry Potter: britanski 13- godišnji čarobnjak poznat po tome da je kao dojenjće preživio ubojstvo roditelja od ruka mračnog čarobjaka Lorda Voldemorta, pohađa 3. godinu školu vještičarenja i čarobnjaštva Hogwarts.
- Rupert Grint kao Ron Weasley: Harryjev najbolji prijatelj u Hogwartsu i mlađi član čarobnjačke obitelji Weasley.
- Emma Watson kao Hermiona Granger: Harryjeva najbolja prijateljica i mozak trojke.
- Robbie Coltrane kao Rubeus Hagrid: Čuvar ključeva i novi učitelj Brige o čarobnim stvorenjima.
- Michael Gambon kao Albus Dumbledore: Ravnatelj Hogwartsa i jedan od najvećih čarobnjaka svih vremena. Gambon je preuzeo ulogu nakon što je Richard Harris, koji je glumio Dumbledorea u prethodna dva filma, umro od Hodgkinove bolesti 25. listopada 2002., tri tjedna prije objavljivanja drugog filma. Unatoč svojoj bolesti, Harris je bio odlučan snimiti njegov dio, poručivši Davidu Heymanu da ne mijenja ulogu. Četiri mjeseca nakon Harrisove smrti, Cuarón je odabrao Gambona kao zamjenu. Gambon nije bio zabrinut zbog kopiranja Harrisa, dajući umjesto toga vlastitu interpretaciju, no stavio blagi irski naglasak kao posveta njemu. Scene je dovršio u tri tjedna. Glasine da se Ianu McKellenu nudi uloga počele su se širiti, no na pitanje je odbio glasine i izjavio da je igrao sličan lik Gandalfa u trilogiji Gospodara prstenova. Također je izjavio da bi bilo neprimjereno preuzeti Harrisovu ulogu, jer je pokojni glumac McKellena nazvao "groznim" glumcem. Harrisova obitelj izrazila je interes da bi Harrisov bliski prijatelj Peter O'Toole bio izabran kao njegova zamjena.
- Richard Griffiths kao Vernon Dursley: Harryjev tetak bezjak.
- Gary Oldman kao Sirius Black: Harryjev zloglasni kum, koji bježi iz zatvora Azkaban nakon što je tamo služio dvanaest godina zbog toga što je lažno optužen da je smrtonoša, koji je izdao Harryjeve roditelje Voldemortu. Oldman je dio prihvatio kako mu je trebao novac, jer se nije bavio nijednim većim poslom u nekoliko godina nakon što je odlučio provesti više vremena sa svojom djecom. Bio je iznenađen koliko je bilo teško odigrati ulogu, uspoređujući ulogu sa Shakespeareovim dijalogom.
- Alan Rickman kao Severus Snape: učitelj Napitaka u Hogwartsu i predstojnik doma Slytherena.
- Fiona Shaw kao Petunia Dursley: Harryjeva teta bezjakinja.
- Maggie Smith kao Minerva McGonagall: zamjenica ravnatelja Hogwartsa, učiteljica Preobrazbe u Hogwartsu i predstojnica doma Gryffindora.
- Timothy Spall kao Peter Pettigrew: nekoć prijatelj Harryjevih roditelja navodno ubijen od Sirius Blacka, no kasnije je otkriveno da je on bio smrtonoša koji je Harryjeve roditelje izdao Voldemortu.
- David Thewlis kao Remus Lupin: Novi učitelj Obrane od mračnih sila u Hogwartsu i vukodlak. Thewlis, koji je prethodno bio na audiciji za ulogu Quirinus Quirrella u filmu Harry Potter i kamen mudraca (2001.), bio je Cuarónov prvi izbor za ulogu profesora Lupina. Prihvatio je ulogu po savjetu Iana Harta, glumca Quirrela, koji mu je rekao da je profesor Lupin "najbolji dio u knjizi". Thewlis je vidio prva dva filma i samo je pročitao dio prve knjige, iako je nakon uloge pročitao treću.
- Emma Thompson kao Sybill Trelawney: učiteljica Proricanja u Hogwartsu.
- Julie Walters kao Molly Weasley: Ronova majka.

## Produkcija

### Razvoj projekta
S Zatočenik Azkabana, produkcija filmova o Harryju Potteru prešla je na osamnaestomjesečni ciklus, za što je producent David Heyman objasnio da "treba svakom [filmu] pružiti vrijeme koje mu je potrebno." Chris Columbus, redatelj prethodna dva filma, odlučio je ne vratiti se na kormilo u trećem dijelu jer "dvije i pol godine nije vidio [svoju] vlastitu djecu za večeru.", iako je i dalje ostao kao producent uz Heymana. Guillermo del Toro je bio smatran za redatelja, ali zamislivši više dikenzijsku verziju priča, odgurnula su ga prva dva filma za koja je smatrao da su previše "svijetli i sretni i puni svjetla". Marc Forster odbio je film jer je snimio film San za životom J.M. Barrieja  (2004.) i nije htio ponovno režirati dječje glumce. Isto tako je M. Night Shyamalan odbijo ulogu redatelja, jer je radio na vlastitom filmu, Selo (2004). Warner Bros. tada je sastavio uži popis za trostruki naziv, koji su činili Callie Khouri, Kenneth Branagh (koji je igrao Gilderoyja Lockharta u Odaja tajni) i eventualni izbor Alfonsa Cuaróna. Cuarón se u početku protivio ideji, jer nije pročitao nijednu knjigu niti pogledao filmove. Guillermo Del Toro ga je izšpotao zbog arogancije i rekao mu da čita knjige. Nakon što je pročitao seriju, predomislio se i prijavio za režiju, jer se odmah povezao s pričom. 
Cuarónovo imenovanje obradovala je J. K. Rowling koja obožava njegov film Y tu mamá también (2001.) i bila je impresionirana njegovom adaptacijom Mala princeza (1995). Heyman je otkrio da je "Cunalon tonalno i stilski savršeno uklopljen." Kao svoju prvu vježbu s glumcima koji prikazuju središnji trio, Cuarón je dodijelio Radcliffeu, Grintu i Watson da napišu autobiografski esej o njihovom liku, napisan u prvom licu, koji se proteže od rođenja do otkrića čarobnog svijeta, uključujući i emocionalna iskustva lika. Cuarón se sjeća: "Emmin je esej bio dugačak 10 stranica. Danielovo je bilo točno dvije. Rupert nije dostavio esej. Kad sam ga pitao zašto to nije učinio, rekao je: "Ja sam Ron; Ron to ne bi učinio.” Pa sam rekao: "Dobro, razumiješ svoj lik." To je bilo najvažnije glumačko djelo koje smo napravili na Zatočeniku Askabana, jer je bilo vrlo jasno da će sve što postave u te eseje biti stupovi kojih će se držati do kraja procesa. " 

### Kostimi i scenski dizajn
Cuarón je želio uspostaviti zreliji ton u kostimima likova i setovima. Objasnio je: "Ono što sam stvarno želio učiniti je učiniti Hogwartsa suvremenijim i malo prirodnijim." Proučavao je engleske škole i primijetio, "Individualnost svakog tinejdžera odražavala se u načinu na koji je nosio uniformu. Stoga sam zamolio svu djecu u filmu da nose uniforme onako kako bi ih nosili da im roditelji nisu blizu." Columbus je promjene u kostima smatrao "odrazom razvoja likova unutar samih knjiga" i njihovog prelaska u tinejdžere. Dok su u prva dva filma likovi stalno u uniformama, u Zatočeniku Akabana likovi često nose modernu svakodnevnu odjeću. Rowling, koju se moralo savjetovati o ovoj promjeni, izjavila je, "za mene ogrtači i sve imaju smisla za akademsko vrijeme, ali u slobodno vrijeme oni bi bili u vlastitoj odjeći." 
Za Lupina, Jany Temime se odlučila za "tweedove tipične za Englesku." Cuarón je izjavio da bi lik trebao izgledati kao "ujak koji vikende provodi na zabavama", pa je Temime odječu učinila "ofucanu i otrcaniju od odječe ostalih učitelja." Za Trelawney je Thompson napravila skice kostima i poslala ih Temime i Cuarónu. Thompson je lik vidjela kao "osobu koja dugo nije pogledala u ogledalo". Kako bi istaknula kratkovidnost lika, Temime je koristila materijal ispunjen ogledalima i očima, kao i predimenzionirane naočale s povećalom. Cuarón je želio da Dumbledore izgleda kao "stari hipi, ali još uvijek vrlo šik i s puno klase". Temime je koristila obojenu svilu koja će lebdjeti iza njega dok hoda, što je smatrala "puno svjetlijim izgledom" koji je davao karakteru više energije, za razliku od "teških i veličanstvenih" kostima dizajniranih za Harrisov portret Dumbledorea. 
Cuarónova glavna briga bila je da Hogwarts ima širi domet i da se zasniva na stvarnom svijetu. Model eksterijera Hogwartsa dizajniran za prvi film proširen je za oko 40% za Zatočenika Askabana. Dizajner produkcije Stuart Craig i umjetnički direktor Gary Tomkins dodali su konstrukcije, uključujući toranj sa satom i dvorište, a bolničko krilo je redizajnirano i obnovljeno. Ostali setovi izgrađeni za film uključivali su selo Hogsmeade i krčmu Tri metle. 
Upotreba lokacija iz stvarnog života značajno je promijenila izgled Hagridove kolibe. U prva dva filma nalazila se blizu ulaza u zvonike i staklenike i bila je samo jedna soba. Za Zatočenika Azkabana koliba je udvostručena i smještena na dnu strme padine. Uz kolibu su dodani velika krpa bundeva i dimnjak. Craig je spomenuo Shriking Shack kao posebno izazovau lokaciju za stvaranje. Izgrađen je na velikoj hidrauličkoj platformi uz pomoć odjela za specijalne efekte, "škripeći i krećući se kao da ga vjetar stalno ljulja", kako bi izgledao gotovo živ. 
Neki su kompleti su ponovo korišteni iz starijih filmova ili su korišteni za više od jednog prostora. Na primjer, snimanje učionice Obrane od mračnih sila i Proročanstva se odvijalo u istoj lokaciji. Honeydukes izrađen je iz seta Flourish & Blotts koji je viđen u Odaja tajni, a koji je, zauzvrat, preoblikovan od Ollivanderovog postavljenog iz prvog filma. 

### Snimanje
Treći je film bio prvi koji je intenzivno koristio lokacije iz stvarnog života, dok su mnoge u prva dva filma snimljene u studiju. Tri seta za film izgrađeni su u Glen Coeu u Škotskoj, u blizini hotela Clachaig. Zatvoreni setovi, uključujući i one izgrađene za prethodna dva filma, uglavnom su u Leavesden Film Studios. Crno jezero snimljeno je uz Loch Shiel, Loch Eilt i Loch Morar u škotskom gorju. Uz to, željeznički most, koji je također prikazan u Odaji tajni, nalazi se nasuprot Loch Shiel i korišten je za snimanje kadrova kada je Dementor ušao u vlak. Mali dio scene Knight Bus, gdje se tkne između prometa, snimljen je u sjevernom Londonu Palmers Green. Neki dijelovi su također snimani u i oko tržnice Borough i mosta Lambeth u Londonu. 
Direktor fotografije Michael Seresin smatrao je priču mnogo mračnijom u odnosu na svoja dva prethodnika, pa je koristio "raspoloženje [munje], s više sjene". Koristio je razne širokokutne leće kako bi pojačao Hogwartsovu istaknutost u priči, a samo je skromno koristio krupne planove. "Radije promatramo djecu iz daljine, jer smatram da je govor tijela vrlo zanimljiv", objasnio je Cuarón. 
Rowling je Cuaronu omogućila manje promjene u knjizi, pod uvjetom da se držao duha knjige. Dopustila mu je da postavi sunčani sat na terenu Hogwartsa, ali odbila je groblje jer će to igrati važnu ulogu u tada neobjavljenoj šestoj knjizi. Rowling je rekla da se "naježila" kada je vidjela nekoliko trenutaka u filmu, koji su se nehotice odnosili na događaje u posljednje dvije knjige, te je rekla, "ljudi će se osvrnuti na film i misliti da su dijelovi stavljeni namjerno kao tragovi." Kada je snimanje zaključeno, Cuarón je otkrio da su to "dvije najslađe godine u mom životu", i izrazio je interes za režiju jednog nastavka. 

### Specijalni i vizualni efekti
Industrial Light & Magic, Framestore, The Moving Picture Company, Cinesite i Double Negative obrađivali su vizualne efekte filma. 
Cuarón se izvorno želio odmaknuti od CGI-a te osloniti više na lutkarstvo. Angažirao je majstora lutkarice Basila Twista i eksperimentirao s podvodnim lutkama kako bi otkrio pokrete dementora. Testovi su snimani u usporenom filmu, ali na kraju metoda nije bila praktična. Međutim, poslužili su kao kreativne upute za tim za vizualne efekte. Nadzornici za vizualne efekte Tim Burke i Roger Guyett, tim Industrial Light & Magic VFX, i Temime su surađivali u stvaranju dementora.
Knight Bus segment kada Harryja odvedu u Leaky Cauldron koristi se tehnikom poznatom kao bullet time, populariziranom u seriji filmova The Matrix. Ovaj segment iskorištava šaljivu prednost čarobne kvalitete Harry Potter svijeta time što Muggle svijet ulazi u vrijeme metaka dok se unutar Knight Bus-a, Harry, Stan Shunpike i Ernie Prang (i pričajuća srušena glava) nastavljaju kretati u stvarnom vremenu.

### Glazba
Glazba nominirana za Oscara bila je treći i posljednji doprinos skladan od Johna Williamsa. Objavljen je na CD-u 25. svibnja 2004. Općenito, glazba ovog filma nije toliko vesela kao u prethodnim filmovima, s izrazitim srednjovjekovnim utjecajima na instrumentaciju. Jedna od novih tema, "Double Truble", napisana je tijekom produkcije kako bi dječji zbor mogao izvesti nju u Velikoj dvorani Hogwartsa u jednoj od ranijih scena filma. Tekstovi "Dvostruke nevolje" nastali su iz rituala koji su izvele sestre Weïrd u činu 4, scena 1 Shakespeareovog Macbeth.   

## Razlike od knjige
Harry Potter i zatočenik Azkabana bila je, u vrijeme objavljivanja, najduža knjiga u seriji. Sve veća složenost radnje zahtijevala je labaviju prilagodbu knjiga i sitnijih zapleta knjige. Film se otvara kad Harry koristi magiju kako bi upalio štapić u kratkim rafalima, dok se u istom prizoru knjige koristi svjetiljka jer je čarobnjaštvo izvan svijeta čarobnjaka ilegalno za čarobnjake mlađe od sedamnaest godina. Veza između Harryjevih roditelja i mape za haranje (Marauders map) je samo nakratko spomenuta, kao što je i povezanost Remusa Lupina i s mapom i Jamesom Potterom. Uz to, u filmu se ne saznaje tko su Harači (Marauderi) ili na koga se odnose nadimci Lunac, Crvorep, Tihotap i Parožak (Moony, Wormtail, Padfoot i Prongs). Neki su izlošci uklonjeni zbog dramatičnog učinka: i Vrištava dašćara i Škare štakori se u filmu spominju samo vrlo kratko, dok u romanu dobivaju temeljitiju obradu. Prerezana je i većina priče o Sirius Blacku, bez spominjanja načina njegovog bijega iz Azkabana. U filmu je zadržana samo prva Quidditch igra, zbog važnosti priče; druga (Gryffindor/Ravenclaw) i treća (Gryffindor/Slytherin) su izostavljene. Tako Harry na kraju filma primi Firebolt, dok ga u knjizi anonimno primi na Božić i oduzmu mu ga profesori Flitwick i Madam Hooch na nekoliko tjedana kako bi ga mogli provjeriti zbog mogućih zbrki.  
Na temelju razmatranja tempa i vremena, film preskaće važne opise čarobnog obrazovanja. Viđen je samo jedan Hippogriff, Kljunoslav, a samo Malfoy i Harry viđeni su kako interagiraju s Hipogrifom tijekom lekcija o magičnim stvorenjima, a većina drugih lekcija, uključujući sve Snapeove satove napitaka, izrezani su iz filma. Složen opis Fidelius Charma potpuno je uklonjen iz filma, bez objašnjenja kako je Sirius izdao Pottere lordu Voldemortu. Mnoge su crte ove scene preraspodijeljene između Corneliusa Fudgea i Minerve McGonagall; kao naknadu, McGonagallino izlaganje transformacije Animagus daje Snape. 
U filmu, gdje su Harry i Hermiona putovali unatrag kroz vrijeme i skrivali se izvan Hagridove kolibe, uvelike se podrazumijeva da Dumbledore nekako zna da su tamo, jer u ključnim trenucima odvraća pažnju od ostalih likova ili usporava postupak (takav kao što sugerira da i on potpiše Kljunoslavov nalog za izvršenje, a nakon što se Fudge složi rekao je da će proći neko vrijeme budući da ima izuzetno dugo ime), što omogućava Harryju i Hermioni da oslobode Kljunoslava neviđeno. U knjizi Dumbledore samo komentira da krvnik mora potpisati zapovijed, neposredno prije nego što se sprema napustiti kolibu. 
Početak romantične veze između Rona i Hermione u filmu je istaknutija od knjige; kao odgovor na kritike prva dva filma zbog žrtvovanja razvoja karaktera za misterij i avanturu, emocionalnom razvoju sva tri vodeća lika poklanja se više pozornosti u trećem filmu. Time je uklonjeno svako spominjanje početaka Harryjeve simpatije za Cho Chang. Sama Chang nije viđena ni do sljedećeg filma. Harryjeva tamnija strana prvi je put vidljiva u ovom filmu, kad Harry izjavi: "Nadam se da će me [Black] naći. Jer, kad bude, ja ću biti spreman. Kad to učini, ubit ću ga!"

## Kritike
Kritičari i obožavatelji često Zatočenika Azkabana smatraju jednim od najboljih filmova u franšizi. Na stranici za recenzije Rotten Tomatoes film ima ocjenu odobravanja od 90% na temelju 257 recenzija, s prosječnom ocjenom 7,85/10. Kritični konsenzus stranice glasi: "Pod uvjerenim vodstvom Alfonsa Cuaróna, Harry Potter i zatočenik Azkabana trijumfalno postiže osjetljivu ravnotežu između tehničkog čarobnjaštva i složenog pripovijedanja."  Na Metacritic film ima ocjenu 82 od 100, temeljeno na 40 kritičara, što ukazuje na "opće priznanje". Na CinemaScore publika je filmu dodijelila prosječnu ocjenu "A" na ljestvici od A do F.  
Mick LaSalle iz San Francisco Chronicle pohvalio je film zrelijim tonom i rekao da je "tamniji, složeniji, ukorijenjen u karakteru." Hollywood Reporter film je nazvao "dubljim, mračnijim, vizualno udobanim i emocionalnijim zadovoljstvom adaptacije književnoga fenomena JK Rowling," posebno u usporedbi s prva dva dijela. Peter Travers iz Rolling Stonea dao je filmu tri i pol od četiri zvijezde: "Ne samo da je ovo daleko najbolji i najuzbudljiviji od tri dosadašnja filma o Harryju Potteru, to je film koji može stajati za sebe čak i ako nikad niste čuli za autoricu JK Rowling i njezinog mladog junaka čarobnjaka." Stephanie Zacharek sa Salon.com tvrdi da je to "jedan od najvećih fantasy filmova svih vremena." Nicole Arthur iz Washington Post je pohvalila film kao "složen, zastrašujući, [i] nijansiran." Roger Ebert dao je filmu tri i pol od četiri zvijezde, rekavši da film nije baš tako dobar kao prva dva, ali još uvijek ga naziva "dopadljivim, zabavnim i sofisticiranim."  Claudia Puig iz USA Today ustanovila je da film predstavlja "vizualno oduševljenje", i dodala da se "Cuarón ne boji napraviti tamniji film i boriti se s bolnim emocijama." dok je Richard Roeper film nazvao "kreativnim trijumfom". Sean Smith iz Newsweek rekao je: "Zatočenik Azkabana može se pohvaliti potpuno novim redateljem i hrabrom novom vizijom", film je također nazvao "dirljivim", hvaleći glumu troje glavnih glumaca, dok je Entertainment Weekly hvalio film da je zreliji od svojih prethodnika. 

## Nagrade i nominacije
- Nagrade: Phoenix Film Critics Society - najbolji akcijski obiteljski film, 2005.; Teen Choice Awards - najbolja akcijska aventura (film), 2005.
- Nominacije: Nagrada Saturn - najbolji fantastični film; najbolja režija; najbolji scenarij; najbolji glumac (Tom Cruise); najbolji sporedni glumac (Gary Oldman); najbolja izvedba mladog glumca/glumice (Daniel Radcliffe); najbolji kostim (Jany Temime); najbolja šminka (Nick Dudman i Amanda Knight); najbolja glazba (John Williams); najbolji specijalni efekti (Roger Guyett, Tim Burke, Bill George i John Richardson), 2005.; BAFTA - najbolji britanski film, najbolji dizajn produkcije (Stuart Craig), najbolja šminka (Nick Dudman, Eithne Fennel, Amanda Knight), najbolji vizualni efekti, 2006.

## Vanjske poveznice
- (engl.) Službena stranica (SAD)
- (engl.) Službena stranica (UK)
- Harry Potter i zatočenik Azkabana na IMDb-u